# Pareuxoa falclandica
Pareuxoa falclandica är en fjärilsart som beskrevs av George Francis Hampson 1903. Pareuxoa falclandica ingår i släktet Pareuxoa och familjen nattflyn. Inga underarter finns listade i Catalogue of Life.